# Třída S 176
Třída S 176 byla třída torpédoborců německé Kaiserliche Marine z období první světové války. Celkem byly postaveny čtyři jednotky této třídy. Jeden torpédoborec byl potopen za světové války a tři byly po skončení války v rámci reparací předány Spojenému království a sešrotovány.

## Stavba
Celkem byly postaveny čtyři jednotky této třídy. Konstrukčně byly velmi blízké třídě S 165. Jejich kýly byly založeny roku 1909 v loděnici Schichau-Werke v Elbingu. Do služby byly přijaty v letech 1910–1911.
Jednotky třídy S 176:
| Jméno | Zahájení stavby | Spuštění na vodu  | Zařazena do služby | Status |
| ----- | --------------- | ----------------- | ------------------ | --- |
| S 176 | 1909            | 12. dubna 1910    | září 1910          | Od února 1918 T176. V roce 1920 předán Velké Británii. Sešrotován. |
| S 177 | 1909            | 21. května 1910   | únor 1911          | Dne 23. prosince 1915 v Baltském moři potopen minou. |
| S 178 | 1909            | 14. července 1910 | prosinec 1910      | Dne 4. března 1913 rozpůlen při kolizi s pancéřovým křižníkem SMS Yorck. Do služby se vrátil v roce 1915. Od února 1918 T178. V roce 1920 předán Velké Británii. Sešrotován. |
| S 179 | 1909            | 27. srpna 1910    | březen 1911        | Od února 1918 T179. V roce 1920 předán Velké Británii. Sešrotován. |

## Konstrukce

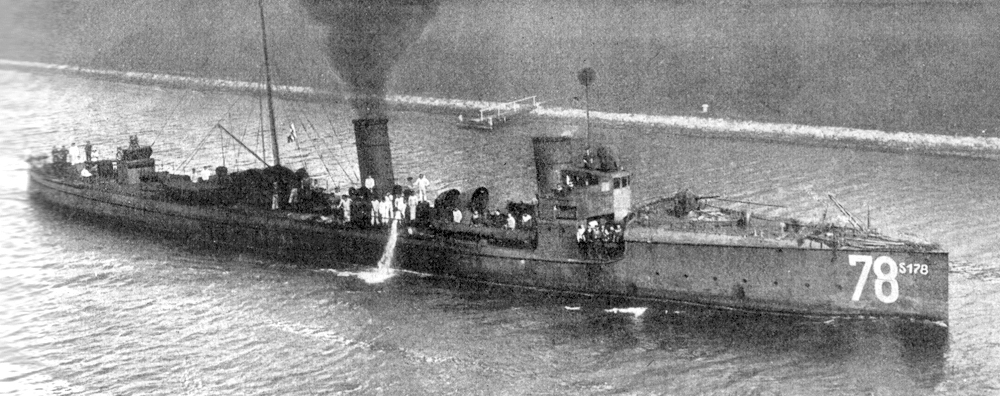
SMS S 178

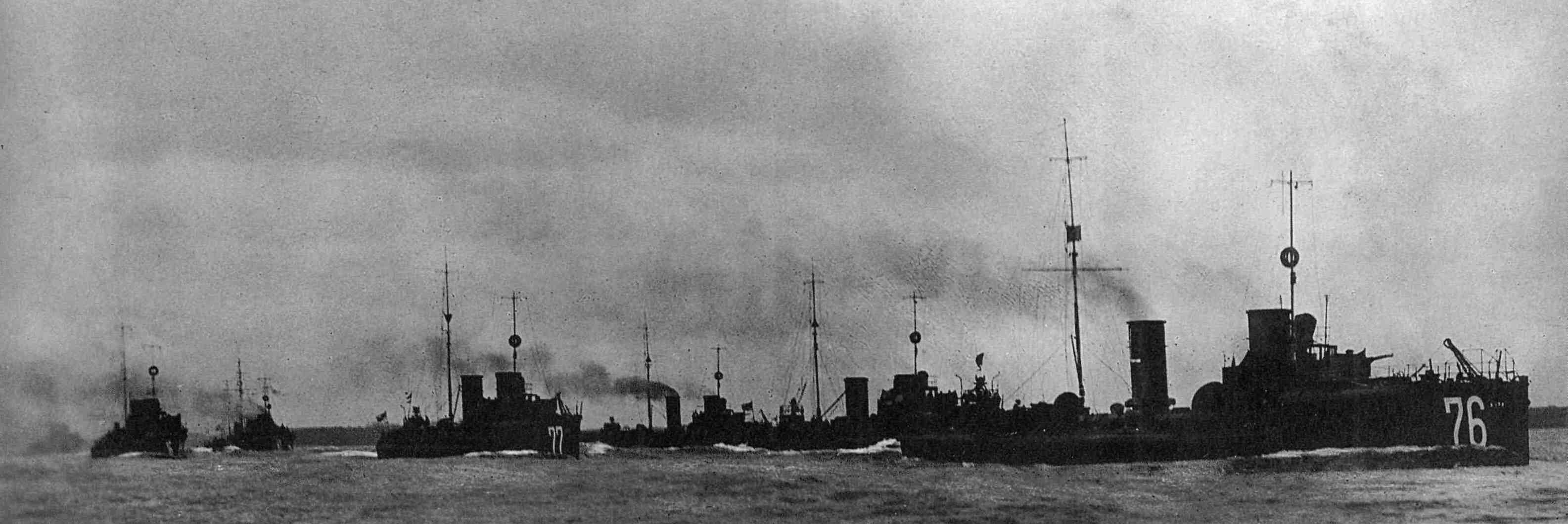
SMS S 176 a SMS S 177

Hlavní výzbroj představovaly dva 88mm/27 kanóny TK L/30 C/08 a čtyři jednohlavňové 500mm torpédomety se zásobou pěti torpéd. Pohonný systém tvořily čtyři kotle Marine a dvě parní turbíny Schichau o výkonu 17 600 hp, pohánějící dva lodní šrouby. Měly dva komíny. Nejvyšší rychlost dosahovala 32 uzlů. Neseno bylo 117 tun uhlí a 75 tun topného oleje. Dosah byl 1025 námořních mil při rychlosti sedmnáct uzlů.

### Modifikace
Během služby byly instalovány nové 88mm/42 kanóny TK L/45 C/14.